# Myxopyreae
Myxopyreae es una tribu de plantas fanerógamas de la familia Oleaceae.

## Géneros
- Dimetra Kerr
- Myxopyrum Blume
- Nyctanthes L.